# موريس لافي
موريس لافي (بالإنجليزية: Morris Levy)‏ هو شخصية أعمال أمريكي، ولد في 27 أغسطس 1927 في هارلم في الولايات المتحدة، وتوفي في 21 مايو 1990 في غينت في الولايات المتحدة بسبب سرطان الكبد.

## وصلات خارجية
- موريس لافي على موقع IMDb (الإنجليزية)
- موريس لافي على موقع ميوزك برينز (الإنجليزية)
- موريس لافي على موقع قاعدة بيانات برودواي على الإنترنت (الإنجليزية)
- موريس لافي على موقع أول ميوزيك (الإنجليزية)
- موريس لافي على موقع ديسكوغز (الإنجليزية)